# شمعون قیروانی
شمعون قیروانی شخصی است که براساس اناجیل هم‌نوا، در روز به صلیب رفتن عیسی مسیح، صلیب وی را بر دوش می‌کشید. برخی از مسیحیان اولیه، همچون مرقیونیه (مارسیون) و پیروان باسیلید، معتقد بودند که چهره عیسی مسیح با وی جابجا شد و شمعون قیروانی به جای عیسی به صلیب رفت. همچنین گفته می‌شود به همین دلیل انجیل یوحنا که از جهت زمان، آخرین انجیل نگارش یافته‌است، این قسمت را حذف کرده‌است و خود عیسی را حامل صلیب دانسته‌است. در متی ۲۷:۳۲ چنین آمده‌است:
و چون بیرون می‌رفتند، شخصی قیروانی شمعون نام را یافته، او را به جهت بردن صلیب مجبور کردند.